# Mistrzostwa Azji w Biegach Przełajowych 1993
2. Mistrzostwa Azji w Biegach Przełajowych 1993 – zawody lekkoatletyczne w przełajach, które odbyły się w kwietniu 1993 w Dżakarcie w Indonezji.

## Rezultaty

### Seniorzy
| Konkurencja:     | Złoto                 | Wynik   | Srebro          | Wynik   | Brąz           | Wynik   |
| Bieg mężczyzn    | Hamid Sadjadi Hezaveh | 32:02   | Dinesh Kumar    | 32:10   | Fumio Ichi     | 32:14   |
| Drużyna mężczyzn | Indie                 | 13 pkt. | Sri Lanka       | 31 pkt. | Indonezja      | 38 pkt. |
| Bieg kobiet      | Minori Hayakari       | 21:28   | Junko Tsukamoto | 21:40   | Kayoko Ogiwara | 21:48   |
| Drużyna kobiet   | Japonia               | 6 pkt.  | Indie           | 17 pkt. | Wietnam        | 37 pkt. |

### Juniorzy
| Konkurencja:          | Złoto             | Wynik  | Srebro               | Wynik   | Brąz             | Wynik   |
| Bieg na 8 km mężczyzn | Awad Saleh Nasser | 25:40  | Anwar O. Mohamed Ali | 25:58   | Gheibali Mohebbi | 26:11   |
| Drużyna mężczyzn      | Jemen             | 8 pkt. | Indie                | 17 pkt. | Iran             | 26 pkt. |
| Bieg na 4 km kobiet   | Noriko Wada       | 13:56  | Kanako Haginaga      | 14:02   | Keiko Hatanaka   | 14:03   |
| Drużyna kobiet        | Japonia           | 6 pkt. | Indie                | 18 pkt. | Wietnam          | 38 pkt. |